# Choranahalli, Mysore
Choranahalli là một làng thuộc tehsil Mysore, huyện Mysore, bang Karnataka, Ấn Độ.